# Teuta de Iliria
Teuta de Iliria o Tefta (en ilirio: *Teutana, 'señora del pueblo, reina') fue la reina regente de la tribu de los ardieos en Iliria, aproximadamente entre el 231 y el 228 a. C..
Accedió al poder tras la muerte de su marido Agrón (250-231 a. C.), que estableció el reino y extendió sus territorios desde Dalmacia, al norte del Vjosë, hasta el sur, con Skodra como su capital. El marido de Teuta había decretado que ésta debía reinar hasta que Pineo, nacido de su primer matrimonio con Triteuta, cumpliera la mayoría de edad. Teuta dio continuidad a la política de expansión de Agrón en el mar Adriático, en el contexto de un conflicto con la República romana por los efectos de la piratería iliria en el comercio regional. La muerte de uno de los embajadores romanos a manos de piratas ilirios dio a Roma la ocasión de declararle la guerra en el 229 a. C.. Se rindió tras perder la Primera guerra ilírica en 228. Teuta tuvo que renunciar a las partes meridionales de su territorio y pagar un tributo a Roma, pero finalmente se le permitió conservar un reino limitado a una zona al norte de Lissus (la actual Lezhë).
Los detalles biográficos sobre la vida de Teuta están sesgados por el hecho de que las fuentes antiguas que se conservan, escritas por autores griegos y romanos, son generalmente hostiles a los ilirios y a su reina por razones políticas o misóginas.

## Reina de los ilirios

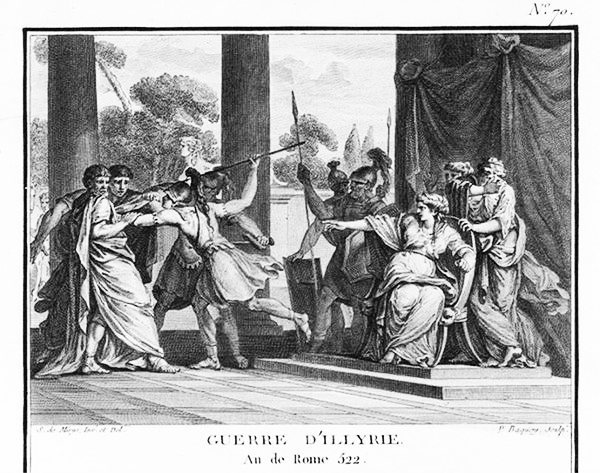
Descripción:La reina Teuta de Ardieai ordena matar a los embajadores romanos. Augustín Myers

Tras la muerte de su esposo Agrón (250-231 a. C.), el rey previo de los ardieos, heredó su reino y ejerció de regente de su joven hijastro Pineo. La extensión exacta del reino de Agrón y Teuta sigue siendo incierta. Por lo que se sabe, se extendía por la costa adriática desde Albania central hasta el río Neretva, y debieron de controlar la mayor parte del interior de Iliria. Según Polibio, Teuta pronto se dirigió de manera malévola a los estados vecinos, ordenando a sus comandantes que los trataran a todos como enemigos y apoyando las incursiones piráticas de sus súbditos, lo que finalmente llevó a las fuerzas romanas a cruzar el Adriático por primera vez, ya que esas actividades interferían cada vez más en su ruta comercial en el Adriático y el Jónico.
Tenía su capital en Rhizon, la actual Risan situada hoy en Montenegro. En esta ciudad, las excavaciones arqueológicas que se desarrollaron desde el año 2000, sacaron a la luz los restos de un palacio de tipo helenístico, que los arqueólogos creen que es el antiguo palacio de los reyes ilirios.
La primera decisión de Teuta fue la de expulsar a las tribus griegas de las costas ilirias. Para ello tomó y reforzó las defensas de Dirraquium (actual Durres, en Albania). Mientras, la armada iliria, que se encontraba en la costa de Sarandë, interceptó y saqueó una serie de embarcaciones mercantes romanas.
Los piratas ilirios, alentados por la impunidad de sus acciones, extendieron sus operaciones al sur, entre el mar Jónico y las costas italianas occidentales. Sus acciones convirtieron a la armada iliria en un poder a tener en cuenta en el mar Adriático.
El senado romano decidió enviar a dos embajadores a Shkodër ―base de operaciones de los piratas ilirios― para reclamar compensaciones y solicitar el cese de sus acciones. En un primer momento Teuta hizo como que les escuchaba y acordó que los ilirios no atacarían a las embarcaciones romanas si estos accedían a que la monarca iliria se hiciera con el control de la piratería. Uno de los romanos declaró que era intolerable y el otro habló en términos tan despectivos que uno de los hombres de la reina decidió acabar con su vida. Teuta embarcó sus cuerpos y los envió a Roma. Con ello se iniciaba un conflicto conocido como la Primera Guerra Iliria.

## Primera Guerra Iliria
Esto era demasiado para los romanos. En el año 229 a. C., declararon la guerra a Iliria y enviaron numerosas tropas al otro lado del mar Adriático.
La armada romana ―que constaba de unos doscientos barcos― marchó inmediatamente sobre la isla de Corfú. El administrador de la isla, Demetrio de Faros, cedió el control de la misma a los romanos, que le prometieron concederle numerosos territorios cuando derrocaran a Teuta.

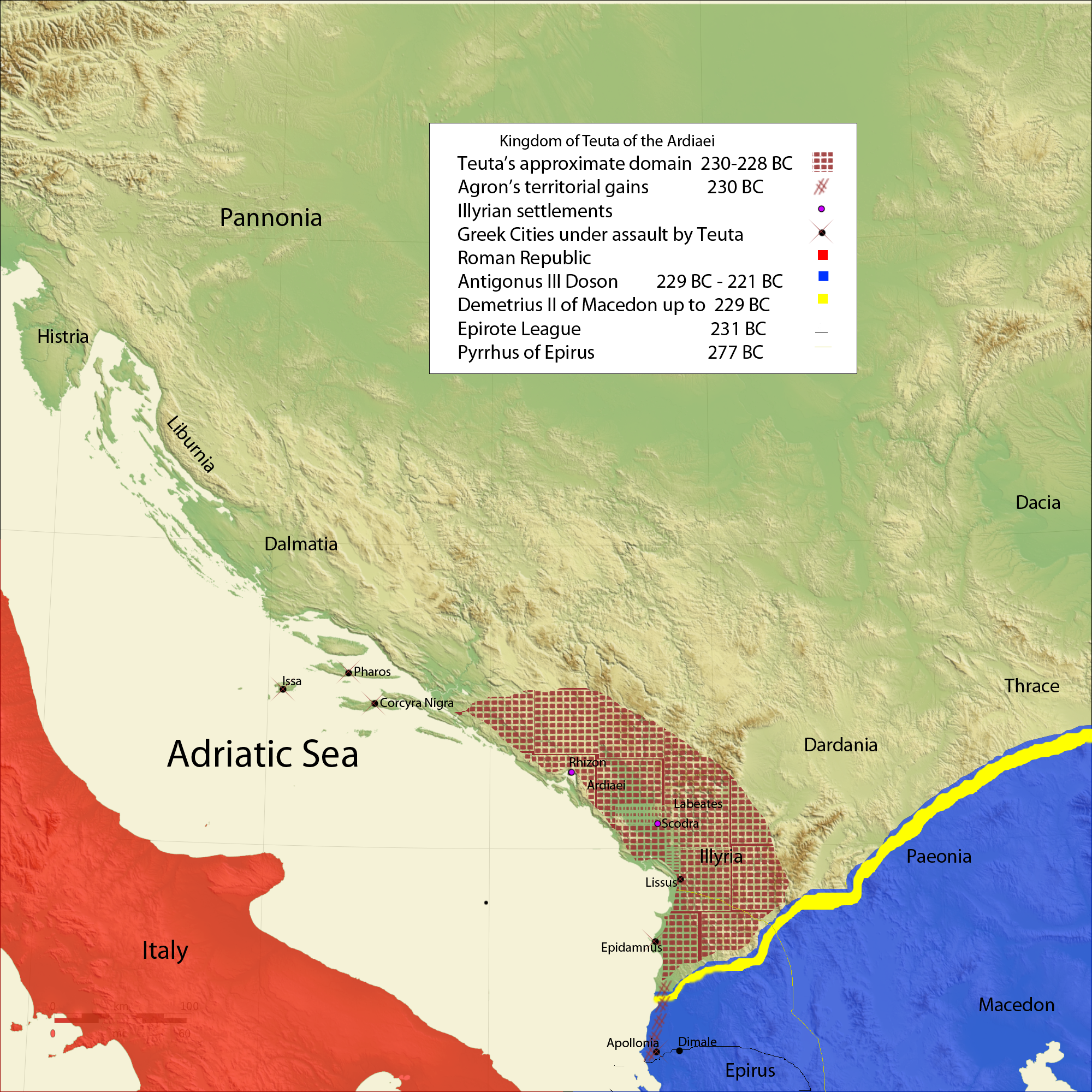
Mapa con la extensión territorial que alcanzó Iliria durante los tres años de reinado de Teuta.

Los romanos conquistaron rápidamente todo el territorio ubicado al norte de Apolonia. Un ataque combinado de tropas navales y terrestres acabó con toda la resistencia hasta alcanzar la capital, Shkodra. Finalmente, Teuta capituló en el 227 a. C., teniendo que aceptar un tratado de paz muy desfavorable; los romanos le permitieron mantener su condición de reina, pero limitaron su territorio a una pequeña zona alrededor de la ciudad de Shkodra, e impusieron un tributo anual.

## Descripciones antiguas

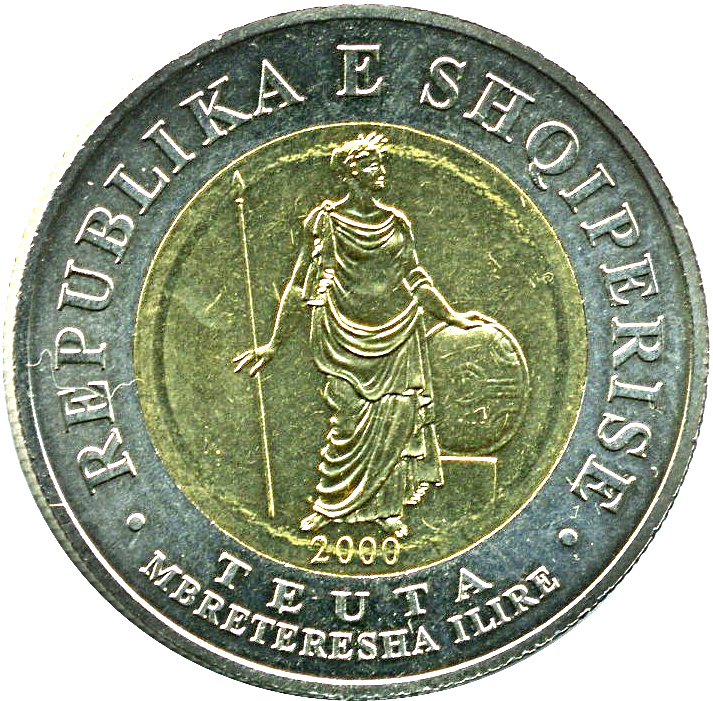
Teuta en el reverso de una moneda albanesa (100 Lek).

La narración más detallada del breve reinado de teuta es la que hace Polibio (c. 200–118 BC) y Cassius Dio (c. 155–235 AD). De acuerdo con la profesora Marjeta Šašel Kos, el retrato más objetivo de Teuta es el que hace Apiano. El historiador Peter Derow señala también que la versión de Apiano sobre la historia del asesinato de los embajadores es más plausible que la de Polibio.
El relato de Polibio fue escrito casi un siglo después de los acontecimientos y se muestra hostil hacia los ilirios y su reina, probablemente influido por un relato anterior escrito por Quintus Fabius Pictor (200 BC), un romano contemporáneo de Teuta con fuertes prejuicios hacia las mujeres. 